# 三门峡扫黑除恶专项行动
三门峡扫黑除恶专项行动是指中华人民共和国河南省三门峡市在2018年底根据中共中央精神，国务院文件在全市范围内开展的一场政治运动。由于中共中央总书记习近平亲自对“扫黑除恶专项斗争”作出指示，因此三门峡扫黑除恶专项行动比三门峡打黑除恶专项行动更全面，更深入。

## 党派支持
三门峡扫黑除恶专项行动得到了中共三门峡市委书记刘南昌的认同与支持，并且成立了三门峡扫黑除恶专项斗争领导小组。2018年9月，国务院下发文件后不久，刘南昌调研全市扫黑除恶专项斗争情况时提出:把扫黑和治乱结合起来，着力解决群众反映强烈的突出问题。

## 政府声明
2019年12月31日，中共三门峡市委宣传部和市扫黑除恶专项斗争领导小组办公室联合召开三门峡市扫黑除恶专项斗争新闻发布会，发布会除了总结2019年扫黑除恶专项斗争的成绩，提出了打早打小。在这场新闻发布会里面，政府透露开展扫黑除恶专项斗争是为了为全面建成小康社会创造更加安全稳定的社会环境。

## 范围
三门峡全域都展开了扫黑除恶专项行动。三门峡的行政部门，司法部门和审判机关互相配合来开展扫黑除恶专项行动。副县级领导人经常下乡给共产党员上课，来巩固基层政权，预防村霸现象。
公安局是扫黑除恶专项行动的主要机关，承担着保护人民生命财产健康安全的义务。截止到2020年2月1日，三门峡市公安局共打掉4个涉黑团伙、15个恶势力犯罪集团，抓获349个涉黑团伙、恶势力犯罪集团犯罪嫌疑人，破案212起，查询冻结扣押非法资产近10.2亿元。

## 成效
2020年是中共中央指定的扫黑除恶专项斗争的收官年，即使三门峡扫黑除恶专项行动在过去两年取得了不错的成绩，但是有仓皇收场的迹象。
根据大河网报道，三门峡扫黑除恶专项斗争知晓率91.78%，位居全省第一；公众安全感96.92%，位居全省第三。中共中央政法委副秘书长、扫黑办副主任王洪祥；中共河南省委常委、政法委书记甘荣坤也对三门峡的成绩表示肯定。